# 찬 신이치
찬 신이치(일본어: 陳 晋一, 2002년 9월 5일~)는 일본의 축구 선수이다. 현재 상하이 선화 소속으로 뛰고 있다.